# Au bord de l'eau (film, 2007)
Pour le roman chinois, voir Au bord de l'eau.
Pour plus de détails, voir Fiche technique et Distribution.
 Au bord de l'eau  (en ukrainien - Біля річки, Bilja ričky, en russe - У реки) est un film ukrainien, réalisé en 2007 par Eva Neïman. Le film a été tourné avec le soutien du Studio d'Odessa. Élève de Kira Mouratova, en collaboration avec Frédéric Gorenstein (scénariste de Andreï Tarkovski), elle adapte Au bord de l'eau d'après deux de ses nouvelles. Cette fiction a été sélectionnée aux festivals de Rotterdam et de Londres. Elle a reçu une mention au Festival de Moscou 2007.

## Synopsis
Une mère et sa fille, arrivées à l'âge ou la différence d'âge devient presque invisible, entament une marche le long d'une rivière. La conversation évolue vers l'éternelle question de la jeunesse...

## Fiche technique
- Titre français : Au bord de l'eau
- Titre original : en ukrainien - Біля річки, en russe - У реки
- Titre international : U reki
- Réalisation : Eva Neïman
- Scénario : Sergey Chetvertkov d'après une nouvelle d'Eva Neïman
- Production : Studio d'Odessa
- Pays d'origine : Ukraine
- Format : couleur
- Durée : 84 minutes
- Vie du film : Fiction sélectionnée aux festivals de Rotterdam et de Londres. Mention au Festival de Moscou 2007.

## Distribution
- Marina Politseïmako
- Nina Rouslanova
- Sergueï Bekhterev
- Youri Nevgamonny